# چاغان‌چکه
چاغان‌چکه  یک قصبه در جمهوری خلق چین است که در شهرستان خودمختار یانچی هوئی واقع شده‌است. قصبهٔ چاغان‌چکه ۵٬۱۱۵ نفر جمعیت دارد و ۱٬۰۶۳ متر بالاتر از سطح دریا واقع شده‌است.